# Johann Martin Gumpp cel Bătrân
Johann Martin Gumpp cel Bătrân (în germană Johann Martin Gumpp der Ältere) (n. 7 noiembrie 1643, Innsbruck – d. 3 iulie 1729, Innsbruck) a fost un arhitect austriac.
El a fost fiul arhitectului Christoph Gumpp și a construit palate nobiliare în stil italian pe Maria-Theresien-Straße din Innsbruck (inclusiv palatele Taxis, Troyer, Trapp și Spitalskirche), precum și fosta biserică a ursulinelor din Innsbruck. Fațadele sale sunt realizate în stil baroc și decorate cu stuc, frize și măști. Fiii săi, Georg Anton și Johann Martin Gumpp, au fost a treia generație de arhitecți Gumpp din Innsbruck.